# Galinhola-eurasiática

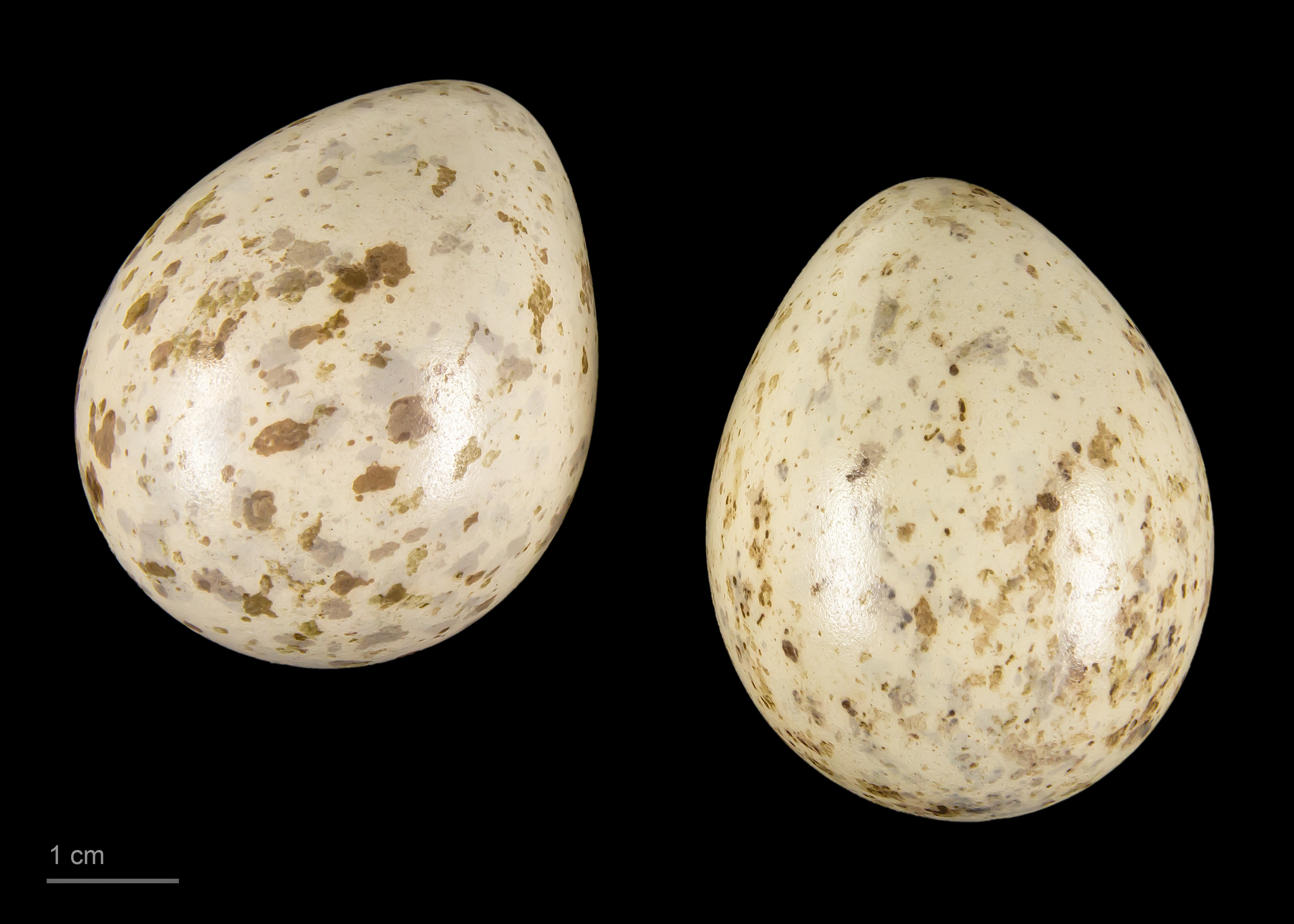
Scolopax rusticola rusticola - MHNT

A galinhola-eurasiática (Scolopax rusticola), ou apenas galinhola, é uma espécie de ave limícola, pertencente a família dos escolopacídeos, encontrada na Eurásia temperada e subártica. Possui uma camuflagem críptica para se adequar ao seu hábitat florestal, com partes superiores marrom-avermelhadas e partes inferiores de cor amarela. Seus olhos estão bem para trás em sua cabeça para lhe dar uma visão de 360 graus e usa seu longo bico sensorial para sondar o solo em busca de comida, tornando-o vulnerável ao clima frio quando o solo permanece congelado.

## Nomes comuns
Dá ainda pelos seguintes nomes comuns: bicuda e  gamarra.

## Descrição
À guisa das narcejas, com as quais se parecem, a galinhola trata-se duma espécie limícola. Tem uma envergadura semelhante à da perdiz. Conta com uma plumagem castanho-arruivada, que lhe serve perfeitamente de camuflagem nos lodaçais à beira-mar.
Caracteriza-se, ainda, pelo forte e longo bico com o qual revira lodo à procura dos pequenos invertebrados dos quais se alimenta, , pelas longas asas arredondadas e por ser rabicurto.
A fêmea põe de três a cinco ovos que devem ser chocados de 18 a 32 dias. Os pintainhos deixam o ninho logo após a eclosão.

## Ecologia e habitat
Em Portugal continental, a galinhola-euroasiática afigura-se como uma espécie invernante, pelo que os primeiros espécimes chegam ao país por volta de finais de outubro. Esta espécie distribui-se por todo o território continental português, embora a sua presença evidencie mais expressivamente nos territórios a Norte do rio Tejo.
É uma espécie nemoral, que, portanto, prefere os habitats de floresta, particularmente os matagais húmidos com clareiras.

## Aves homónimas
Nalgumas regiões no Brasil, o termo "galinhola" pode ser usado para designar a galinha-d'angola (Numida meleagris), por alusão a esta espécie epónima.